# Villanueva (Nicarágua)
Villanueva é um município da Nicarágua, situado no departamento de Chinandega. Tem 780 km² de área e sua população em 2020 foi estimada em 28.612 habitantes.